# Šarurski rajon
Šarurski rajon (azerski: Şərur rayonu) je jedan od 66 azerbajdžanskih rajona. Šarurski rajon se nalazi na jugozapadu Azerbajdžana unutar Nahičevanske Autonomne Republike na granici s Armenijom i Iranom. Središte rajona je Šarur. Površina Šarurskog rajona iznosi 812 km². Prema popisu stanovništva Džulfinski rajon ima oko 114.600 stanovnika.
Šarurski rajon se sastoji od 64 općine.